# والی فیستر
والی فیستر (انگلیسی: Wally Pfister؛ زادهٔ ۸ ژوئیهٔ ۱۹۶۱) یک کارگردان، و مدیر فیلم‌برداری اهل ایالات متحده آمریکا است. وی از سال ۱۹۸۸ میلادی تاکنون مشغول فعالیت بوده‌است.
وی همچنین برنده جوایزی همچون جایزه اسکار بهترین فیلمبرداری شده است.

## فیلم شناسی

### یه عنوان مدیر فیلم‌برداری
| Year | Title                        | Director          | Other notes                           |
| ---- | ---------------------------- | ----------------- | ------------------------------------- |
| ۱۹۹۱ | The Unborn                   | Rodman Flender    |                                       |
| ۱۹۹۱ | پایین‌ترین سطح                | کریستین پترسون    |                                       |
| ۱۹۹۲ | Secret Games                 | گرگوری دارک       | 1st collaboration with Dark           |
| ۱۹۹۲ | Night Rhythms                | گرگوری دارک       |                                       |
| ۱۹۹۲ | Animal Instincts             | گرگوری دارک       |                                       |
| ۱۹۹۳ | Stepmonster                  | Jeremy Stanford   |                                       |
| ۱۹۹۳ | Amityville: A New Generation | John Murlowski    |                                       |
| ۱۹۹۳ | Mirror Images 2              | گرگوری دارک       |                                       |
| ۱۹۹۴ | Object of Obsession          | گرگوری دارک       |                                       |
| ۱۹۹۴ | Secret Games 3               | گرگوری دارک       |                                       |
| ۱۹۹۴ | Stranger by Night            | گرگوری دارک       |                                       |
| ۱۹۹۵ | The Granny                   | لوکا برکوویچی     |                                       |
| ۱۹۹۷ | A Kid in Aladdin's Palace    | Robert L. Levy    |                                       |
| ۱۹۹۸ | Rhapsody In Bloom            | Craig Saavedra    |                                       |
| ۱۹۹۸ | Breakfast with Einstein      | Craig Shapiro     |                                       |
| ۱۹۹۹ | The Hi-Line                  | Ron Judkins       |                                       |
| ۲۰۰۰ | یادگاری                      | کریستوفر نولان    | 1st collaboration with Nolan          |
| ۲۰۰۱ | Rustin                       | Rick Johnson      |                                       |
| ۲۰۰۱ | Scotland, PA                 | Billy Morrissette |                                       |
| ۲۰۰۲ | بی‌خوابی                      | Christopher Nolan |                                       |
| ۲۰۰۲ | لورل کنیون                   | لیسا چولودنکو     |                                       |
| ۲۰۰۳ | کسب‌وکار ایتالیایی            | اف. گری گری       |                                       |
| ۲۰۰۵ | Slow Burn                    | Wayne Beach       |                                       |
| ۲۰۰۵ | بتمن آغاز می‌کند              | کریستوفر نولان    |                                       |
| ۲۰۰۶ | پرستیژ                       | کریستوفر نولان    |                                       |
| ۲۰۰۸ | شوالیه تاریکی                | کریستوفر نولان    |                                       |
| ۲۰۱۰ | سرآغاز                       | کریستوفر نولان    | Academy Award for Best Cinematography |
| ۲۰۱۱ | مانیبال                      | بنت میلر          |                                       |
| ۲۰۱۲ | شوالیه تاریکی برمی‌خیزد       | کریستوفر نولان    |                                       |
| ۲۰۱۲ | مارلی                        | کوین مک‌دانلد      |                                       |

### یه عنوان کارگردان
| Year | Title    | Other notes     |
| ---- | -------- | --------------- |
| ۲۰۱۴ | برتری    |                 |
| ۲۰۱۶ | Flaked   | سریال تلویزیونی |
| ۲۰۱۶ | The Tick | سریال تلویزیونی |